# Кобильне
Коби́льне — село в Україні, у Розівській селищній громаді Пологівського району Запорізької області. Населення становить 152 осіб. До 2018 орган місцевого самоврядування - Солодководненська сільська рада.
Село тимчасово окуповане російськими військами 24 лютого 2022 року в ході російсько-української війни.

## Географія
Село Кобильне примикає до села Солодководне, на відстані 0,5 км розташоване село Форойс.

## Історія
12 червня 2020 року, відповідно до розпорядження Кабінету Міністрів України № 713-р «Про визначення адміністративних центрів та затвердження територій територіальних громад Запорізької області», увійшло до складу Розівської селищної громади.
19 липня 2020 року, в результаті адміністративно-територіальної реформи та ліквідації  Розівського району увійшло до складу Пологівського району.